# Protoneura sulfurata
Protoneura sulfurata är en trollsländeart som beskrevs av Donnelly 1989. Protoneura sulfurata ingår i släktet Protoneura och familjen Protoneuridae. IUCN kategoriserar arten globalt som livskraftig. Inga underarter finns listade i Catalogue of Life.